# Mladen Ramljak
Mladen Ramljak (Zagabria, 1º luglio 1945 – Novska, 13 settembre 1978) è stato un calciatore jugoslavo, di ruolo difensore.

## Biografia
Morì in un incidente stradale.

## Palmarès

### Club

#### Competizioni nazionali
- Coppa di Jugoslavia: 3

Dinamo Zagabria: 1962-1963, 1964-1965, 1968-1969
- Campionato olandese: 1

Feyenoord: 1973-1974
- Coppa dei Paesi Bassi: 1

AZ Alkmaar: 1977-1978

#### Competizioni internazionali
- Coppa delle Fiere: 1

Dinamo Zagabria: 1966-1967
- Coppa UEFA: 1

Feyenoord: 1973-1974